# Madame X Tour
Madame X Tour – jedenasta trasa koncertowa amerykańskiej piosenkarki Madonny, promująca jej album studyjny Madame X (2019). Rozpoczęła się 17 września 2019 i zakończyła się 8 marca 2020, obejmując Stany Zjednoczone i Europę.

## Geneza
W 2016 roku Madonna zagrała w Melbourne i Miami Beach kameralne koncerty pod nazwą Tears of a Clown, obejmujące mniej znane utwory i elementy stand-upu. We wrześniu 2017 roku zdradziła w wywiadzie dla BBC News, że w przyszłości zamierza powrócić do pomysłu występów w mniejszych obiektach.

Odbyłam już tyle światowych tras po stadionach i arenach, że uznałam, iż pora również w tej kwestii dokonać odświeżenia. Podoba mi się idea robienia intymnych występów, podczas których mogę rozmawiać bezpośrednio z publicznością. Właśnie o tym myślę: o porzuceniu podróży po świecie na rzecz pozostawania w jednym miejscu. Nie prezentując tylko własną muzykę i żarty, ale również cudzą muzykę i inne formy rozrywki. To będzie jak obrotowe drzwi dla wspaniałych, wyjątkowych talentów – tancerzy, muzyków, piosenkarzy, komediantów, dla mnie i mojego humoru. Nie wiem! Staram się to wszystko poskładać w całość (…). Jak tak patrzę wstecz na trasę Rebel Heart Tour, moją ulubioną częścią był ostatni akt, gdy po prostu siedziałam na scenie, grałam na ukulele, śpiewałam „La vie en rose” i rozmawiałam z publicznością. Po prostu było intymniej. Większy udział publiczności i nawiązywanie kontaktów z ludźmi – oto, czego coraz bardziej pragnę.

1 maja 2019 roku Madonna zdradziła podczas wywiadu dla tygodnika „Billboard”, udzielonego za kulisami gali Billboard Music Awards 2019 w Las Vegas, że planuje wyruszyć w trasę koncertową i odbywa spotkania w sprawie jej organizacji. 6 maja korporacja Live Nation ogłosiła trasę Madame X Tour, równocześnie podając daty pierwszych koncertów w Nowym Jorku, Chicago i Los Angeles. Ogłoszenie zawierało również listę innych obiektów, w których odbędą się występy, bez precyzyjnych dat. Jeszcze w maju zostały ogłoszone pozostałe koncerty.

## Lista utworów
Źródło:

1. „God Control”
2. „Dark Ballet”
3. „Human Nature”
4. „Express Yourself” (fragment)
5. „Madame X Manifesto” (interludium)
6. „Vogue”
7. „I Don’t Search I Find”
8. „Papa Don’t Preach” (fragment)
9. „American Life”
10. „Coffin” (interludium)
11. „Batuka”
12. „Fado Pechincha” (z Gasperem Varelą)
13. „Killers Who Are Partying”
14. „Crazy”
15. „Welcome to My Fado Club” / „La Isla Bonita”
16. „Sodade”
17. „Medellín”
18. „Extreme Occident”
19. „Rescue Me” (interludium)
20. „Frozen”
21. „Come Alive”
22. „Future”
23. „Crave”
24. „Like a Prayer”
25. „I Rise”

## Lista koncertów
Źródło:
| Data                 | Miejscowość      | Państwo           | Obiekt                          |
| Ameryka Północna     | Ameryka Północna | Ameryka Północna  | Ameryka Północna                |
| -------------------- | ---------------- | ----------------- | ------------------------------- |
| 17 września 2019     | Nowy Jork        | Stany Zjednoczone | Howard Gilman Opera House       |
| 18 września 2019     | Nowy Jork        | Stany Zjednoczone | Howard Gilman Opera House       |
| 19 września 2019     | Nowy Jork        | Stany Zjednoczone | Howard Gilman Opera House       |
| 21 września 2019     | Nowy Jork        | Stany Zjednoczone | Howard Gilman Opera House       |
| 22 września 2019     | Nowy Jork        | Stany Zjednoczone | Howard Gilman Opera House       |
| 24 września 2019     | Nowy Jork        | Stany Zjednoczone | Howard Gilman Opera House       |
| 25 września 2019     | Nowy Jork        | Stany Zjednoczone | Howard Gilman Opera House       |
| 26 września 2019     | Nowy Jork        | Stany Zjednoczone | Howard Gilman Opera House       |
| 28 września 2019     | Nowy Jork        | Stany Zjednoczone | Howard Gilman Opera House       |
| 1 października 2019  | Nowy Jork        | Stany Zjednoczone | Howard Gilman Opera House       |
| 2 października 2019  | Nowy Jork        | Stany Zjednoczone | Howard Gilman Opera House       |
| 3 października 2019  | Nowy Jork        | Stany Zjednoczone | Howard Gilman Opera House       |
| 5 października 2019  | Nowy Jork        | Stany Zjednoczone | Howard Gilman Opera House       |
| 6 października 2019  | Nowy Jork        | Stany Zjednoczone | Howard Gilman Opera House       |
| 10 października 2019 | Nowy Jork        | Stany Zjednoczone | Howard Gilman Opera House       |
| 12 października 2019 | Nowy Jork        | Stany Zjednoczone | Howard Gilman Opera House       |
| 15 października 2019 | Chicago          | Stany Zjednoczone | Chicago Theatre                 |
| 16 października 2019 | Chicago          | Stany Zjednoczone | Chicago Theatre                 |
| 17 października 2019 | Chicago          | Stany Zjednoczone | Chicago Theatre                 |
| 21 października 2019 | Chicago          | Stany Zjednoczone | Chicago Theatre                 |
| 23 października 2019 | Chicago          | Stany Zjednoczone | Chicago Theatre                 |
| 24 października 2019 | Chicago          | Stany Zjednoczone | Chicago Theatre                 |
| 27 października 2019 | Chicago          | Stany Zjednoczone | Chicago Theatre                 |
| 31 października 2019 | San Francisco    | Stany Zjednoczone | Golden Gate Theatre             |
| 2 listopada 2019     | San Francisco    | Stany Zjednoczone | Golden Gate Theatre             |
| 4 listopada 2019     | San Francisco    | Stany Zjednoczone | Golden Gate Theatre             |
| 7 listopada 2019     | Las Vegas        | Stany Zjednoczone | The Colosseum at Caesars Palace |
| 9 listopada 2019     | Las Vegas        | Stany Zjednoczone | The Colosseum at Caesars Palace |
| 10 listopada 2019    | Las Vegas        | Stany Zjednoczone | The Colosseum at Caesars Palace |
| 12 listopada 2019    | Los Angeles      | Stany Zjednoczone | Wiltern Theatre                 |
| 13 listopada 2019    | Los Angeles      | Stany Zjednoczone | Wiltern Theatre                 |
| 14 listopada 2019    | Los Angeles      | Stany Zjednoczone | Wiltern Theatre                 |
| 16 listopada 2019    | Los Angeles      | Stany Zjednoczone | Wiltern Theatre                 |
| 17 listopada 2019    | Los Angeles      | Stany Zjednoczone | Wiltern Theatre                 |
| 19 listopada 2019    | Los Angeles      | Stany Zjednoczone | Wiltern Theatre                 |
| 20 listopada 2019    | Los Angeles      | Stany Zjednoczone | Wiltern Theatre                 |
| 21 listopada 2019    | Los Angeles      | Stany Zjednoczone | Wiltern Theatre                 |
| 23 listopada 2019    | Los Angeles      | Stany Zjednoczone | Wiltern Theatre                 |
| 24 listopada 2019    | Los Angeles      | Stany Zjednoczone | Wiltern Theatre                 |
| 25 listopada 2019    | Los Angeles      | Stany Zjednoczone | Wiltern Theatre                 |
| 30 listopada 2019    | Boston           | Stany Zjednoczone | Wang Theatre                    |
| 1 grudnia 2019       | Boston           | Stany Zjednoczone | Wang Theatre                    |
| 2 grudnia 2019       | Boston           | Stany Zjednoczone | Wang Theatre                    |
| 7 grudnia 2019       | Filadelfia       | Stany Zjednoczone | Metropolitan Opera House        |
| 8 grudnia 2019       | Filadelfia       | Stany Zjednoczone | Metropolitan Opera House        |
| 10 grudnia 2019      | Filadelfia       | Stany Zjednoczone | Metropolitan Opera House        |
| 11 grudnia 2019      | Filadelfia       | Stany Zjednoczone | Metropolitan Opera House        |
| 14 grudnia 2019      | Miami Beach      | Stany Zjednoczone | The Fillmore Miami Beach        |
| 15 grudnia 2019      | Miami Beach      | Stany Zjednoczone | The Fillmore Miami Beach        |
| 17 grudnia 2019      | Miami Beach      | Stany Zjednoczone | The Fillmore Miami Beach        |
| 18 grudnia 2019      | Miami Beach      | Stany Zjednoczone | The Fillmore Miami Beach        |
| 19 grudnia 2019      | Miami Beach      | Stany Zjednoczone | The Fillmore Miami Beach        |
| 21 grudnia 2019      | Miami Beach      | Stany Zjednoczone | The Fillmore Miami Beach        |
| 22 grudnia 2019      | Miami Beach      | Stany Zjednoczone | The Fillmore Miami Beach        |
| Europa               |                  |                   |                                 |
| 12 stycznia 2020     | Lizbona          | Portugalia        | Coliseu dos Recreios            |
| 14 stycznia 2020     | Lizbona          | Portugalia        | Coliseu dos Recreios            |
| 16 stycznia 2020     | Lizbona          | Portugalia        | Coliseu dos Recreios            |
| 18 stycznia 2020     | Lizbona          | Portugalia        | Coliseu dos Recreios            |
| 19 stycznia 2020     | Lizbona          | Portugalia        | Coliseu dos Recreios            |
| 21 stycznia 2020     | Lizbona          | Portugalia        | Coliseu dos Recreios            |
| 22 stycznia 2020     | Lizbona          | Portugalia        | Coliseu dos Recreios            |
| 23 stycznia 2020     | Lizbona          | Portugalia        | Coliseu dos Recreios            |
| 26 stycznia 2020     | Londyn           | Wielka Brytania   | London Palladium                |
| 27 stycznia 2020     | Londyn           | Wielka Brytania   | London Palladium                |
| 29 stycznia 2020     | Londyn           | Wielka Brytania   | London Palladium                |
| 30 stycznia 2020     | Londyn           | Wielka Brytania   | London Palladium                |
| 1 lutego 2020        | Londyn           | Wielka Brytania   | London Palladium                |
| 2 lutego 2020        | Londyn           | Wielka Brytania   | London Palladium                |
| 4 lutego 2020        | Londyn           | Wielka Brytania   | London Palladium                |
| 5 lutego 2020        | Londyn           | Wielka Brytania   | London Palladium                |
| 6 lutego 2020        | Londyn           | Wielka Brytania   | London Palladium                |
| 8 lutego 2020        | Londyn           | Wielka Brytania   | London Palladium                |
| 9 lutego 2020        | Londyn           | Wielka Brytania   | London Palladium                |
| 11 lutego 2020       | Londyn           | Wielka Brytania   | London Palladium                |
| 12 lutego 2020       | Londyn           | Wielka Brytania   | London Palladium                |
| 13 lutego 2020       | Londyn           | Wielka Brytania   | London Palladium                |
| 15 lutego 2020       | Londyn           | Wielka Brytania   | London Palladium                |
| 18 lutego 2020       | Paryż            | Francja           | Le Grand Rex                    |
| 19 lutego 2020       | Paryż            | Francja           | Le Grand Rex                    |
| 20 lutego 2020       | Paryż            | Francja           | Le Grand Rex                    |
| 22 lutego 2020       | Paryż            | Francja           | Le Grand Rex                    |
| 23 lutego 2020       | Paryż            | Francja           | Le Grand Rex                    |
| 25 lutego 2020       | Paryż            | Francja           | Le Grand Rex                    |
| 26 lutego 2020       | Paryż            | Francja           | Le Grand Rex                    |
| 27 lutego 2020       | Paryż            | Francja           | Le Grand Rex                    |
| 29 lutego 2020       | Paryż            | Francja           | Le Grand Rex                    |
| 1 marca 2020         | Paryż            | Francja           | Le Grand Rex                    |
| 3 marca 2020         | Paryż            | Francja           | Le Grand Rex                    |
| 4 marca 2020         | Paryż            | Francja           | Le Grand Rex                    |
| 7 marca 2020         | Paryż            | Francja           | Le Grand Rex                    |
| 8 marca 2020         | Paryż            | Francja           | Le Grand Rex                    |

### Odwołane
| Data             | Miejscowość | Państwo           | Obiekt                    | Powód                 |
| ---------------- | ----------- | ----------------- | ------------------------- | --------------------- |
| 15 września 2019 | Nowy Jork   | Stany Zjednoczone | Howard Gilman Opera House | przyczyny produkcyjne |
| 7 października   | Nowy Jork   | Stany Zjednoczone | Howard Gilman Opera House | kontuzja kolana       |